# Phaonia asierrans
Phaonia asierrans este o specie de muște din genul Phaonia, familia Muscidae, descrisă de Zinovjev în anul 1981. Conform Catalogue of Life specia Phaonia asierrans nu are subspecii cunoscute.